# Trafik-Nostalgiska förlaget

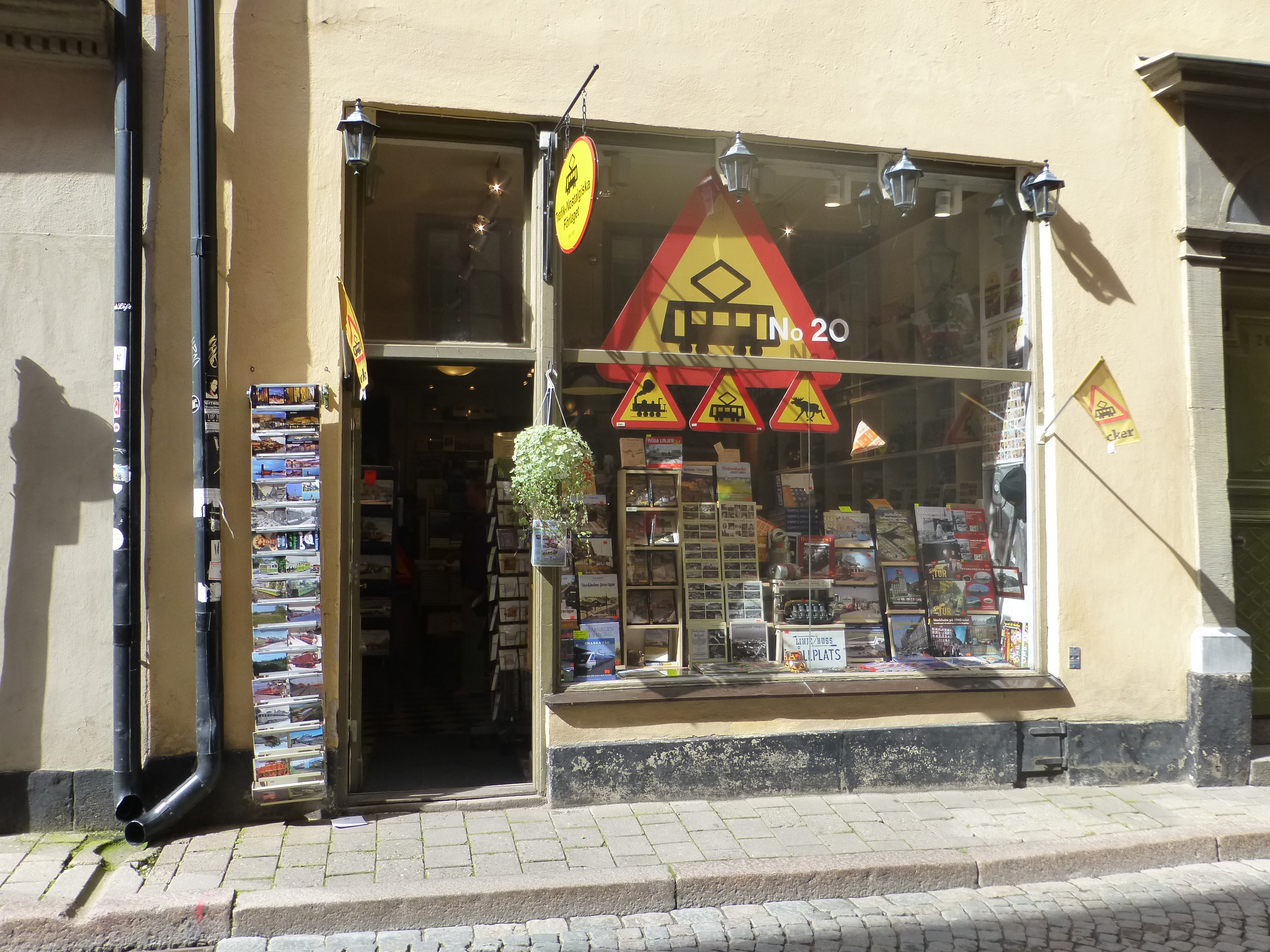
Trafik-Nostalgiska Förlagets butik i Stockholm.

Trafik-Nostalgiska Förlaget är ett bokförlag som grundades 2001 av  lokföraren och teknikern Tommy Bäckström. Förlaget ger ut produkter med anknytning till kollektivtrafik, såsom tåg, spårvagnar, trådbussar och bussar. Främst handlar det om böcker, almanackor och videofilmer. Förlaget har också givit ut flygfotoböcker över olika orter.
Förlaget har en butik på Österlånggatan 20 i Gamla stan i Stockholm.